# طوطی کاکای نیوزیلندی
طوطی کاکای نیوزیلندی (نام علمی: Nestor meridionalis) نام یک گونه از تیره طوطی نیوزیلندی است که بومی جنگل‌های نیوزیلند است.